# De puntillas

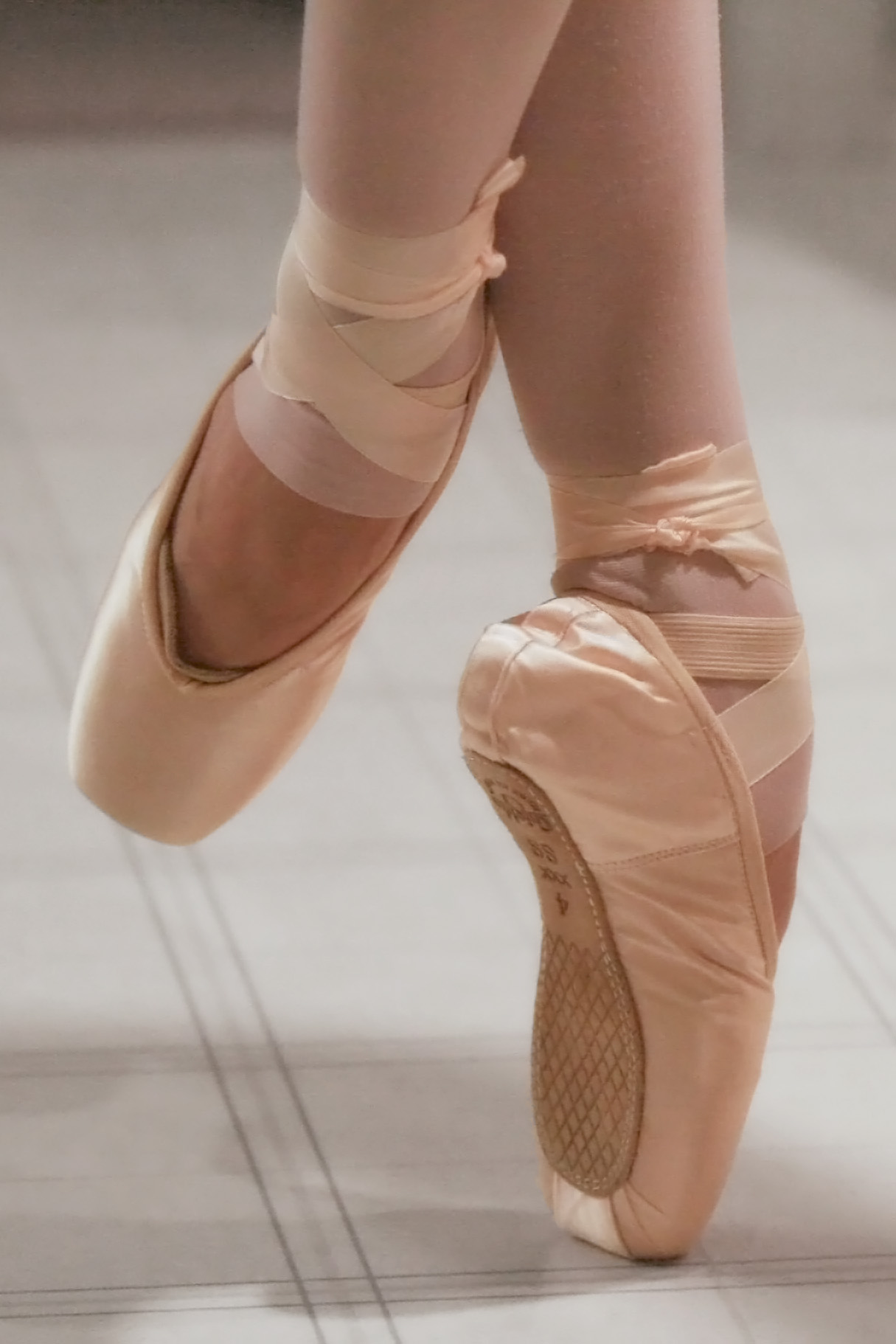
Bailarina de ballet de puntillas.

De puntillas describe una postura y un modo de locomoción en el que la persona se desplaza con los talones levantados y la punta del pie en el suelo

## Biomecánica
Para mantenerse sobre la punta de los pies, el tobillo tiene que pivotar con el fin de elevar el talón por encima del suelo. Eso hace intervenir varios músculos, como el músculo tríceps sural. La reducción del apoyo al suelo entraña un aumento de la presión e implica un reajuste del equilibrio por la recolocación y la estabilización del centro de masa del cuerpo.

## Objetivos

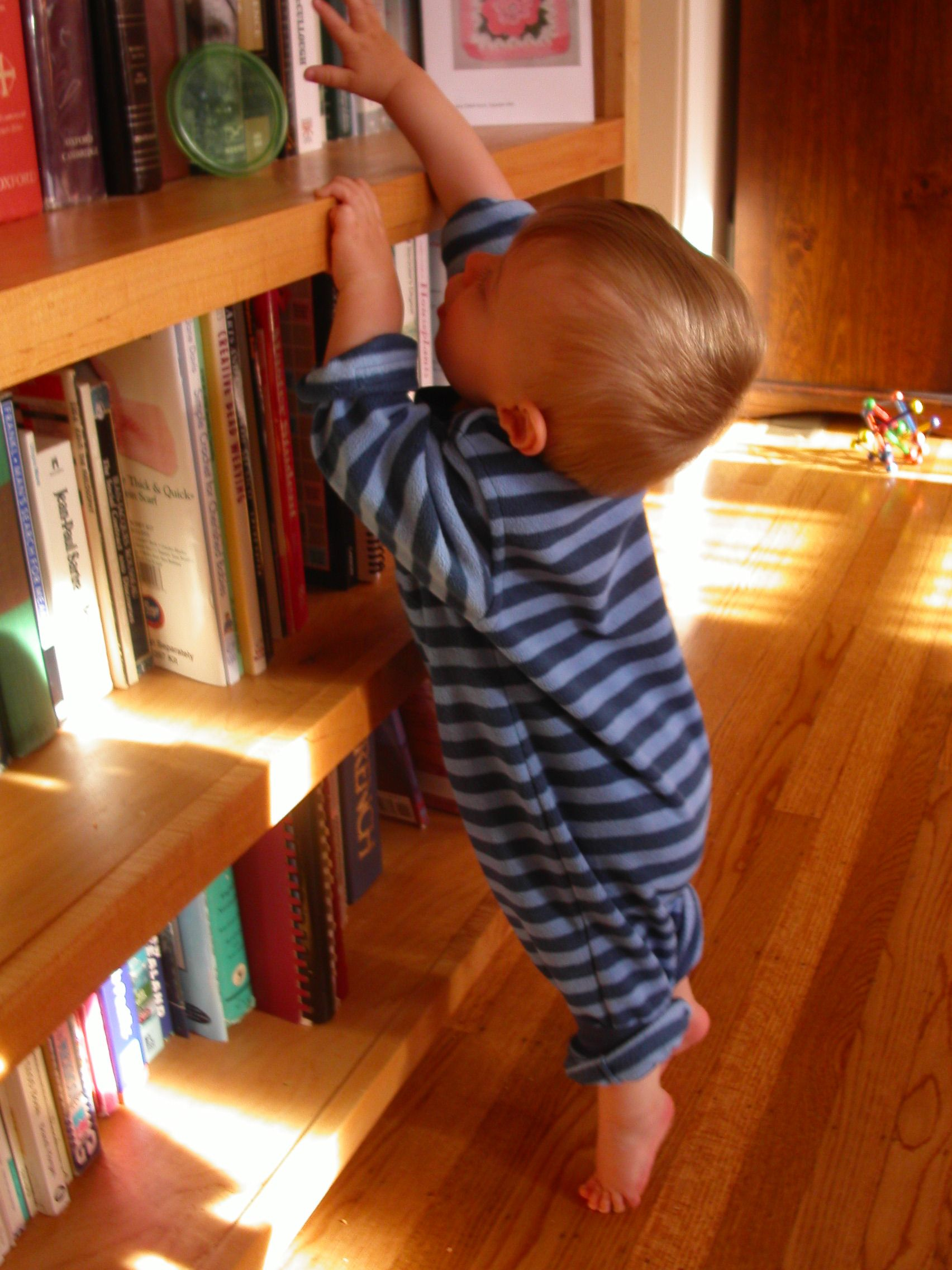
Un bebé de puntillas para coger un libro

Hay varias razones para ponerse de puntillas.
Una de ellas es de aumentar ligeramente el tamaño y acceder más fácilmente a un objeto colocado en un lugar alto,  o bien tratar de ver algo cuando se está en medio de una multitud.
También se puede andar de puntillas para reducir la superficie de apoyo de los pies y así colocarlos con más precisión, por ejemplo para evitar ciertos objetos del suelo. Otra razón para hacer esto es tratar de disminuir el ruido hecho con los pies, no obstante en este caso el ruido provocado por el aumento de la presión en el suelo puede hacer inútil la disminución del ruido de nuestra pisada. En la cultura popular, los ladrones y espías aparecen esteoritípicamente representados andando de puntillas.
En algunos deportes ponerse de puntillas ayuda a hacer ciertas maniobras.